# Souvenirs (The Gathering)
Souvenirs è il settimo album discografico in studio del gruppo musicale rock neerlandese dei The Gathering, pubblicato nel 2003.

## Descrizione
Il disco è stato pubblicato in maniera indipendente attraverso l'etichetta Psychonaut Records, fondata dal gruppo nel 1999. Si tratta quindi del primo disco del gruppo dopo l'addio alla Century Media Records. 
L'album è stato registrato ad Amsterdam tra il 2002 e il 2003 con l'ausilio di Zlaya Hadzich. Si tratta inoltre dell'ultimo album a cui ha preso parte il bassista Hugo Prinsen Geerligs.

## Tracce
1. These Good People – 5:55
2. Even the Spirits are Afraid – 5:13
3. Broken Glass – 4:59
4. You Learn About It – 5:09
5. Souvenirs – 6:07
6. We Just Stopped Breathing – 6:52
7. Monsters – 5:02
8. Golden Grounds – 4:53
9. Jelena – 10:10
10. A Life All Mine – 5:08

## Formazione
Gruppo
- Anneke van Giersbergen - voce, chitarre
- René Rutten - chitarre, vibrafono
- Frank Boeijen - tastiere
- Hugo Prinsen Geerligs - basso
- Hans Rutten - batteria

Ospiti
- Kristoffer Rygg (Ulver) - voce
- Mathias Eick - tromba
- Kristin Fjellseth - cori
- Wouter Planteijdt - chitarre
- Kid Sublime - beats
- Michael Buyens - basso